# Gillichthys seta
Gillichthys seta é uma espécie de peixe da família Gobiidae e da ordem Perciformes.

## Habitat
É um peixe marítimo, de clima subtropical e demersal.

## Distribuição geográfica
É encontrado no Oceano Pacífico oriental central: Puerto Refugio (Ilha Ángel da Guarda, Golfo da Califórnia).

## Observações
É inofensivo para os humanos.